# Köksal Toptan
Köksal Toptan né le 3 janvier 1943 à Rize, est un homme politique turc.
Il rejoint à la fédération de jeunesse de l'AP, en 1963. Il est diplômé de la faculté de droit de l'Université d'Istanbul en 1966. Il fait vice-présidence de la fédération de Zonguldak d'AP et conseiller municipal de Zonguldak. Il est avocat de profession. En 1977 il est élu 1re fois député de Zonguldak et ministre d'État dans le gouvernement minoritaire de Süleyman Demirel. Après le coup d'État de 1980 il retourne sa carrière d'avocat et devient avocat de Süleyman Demirel pendant la junte militaire.
Aux élections législatives partielles en 1986, il est élu député de Zonguldak de DYP. réélu député de Zonguldak en 1987, de Bartın en 1991 et en 1995, battu en 1999. Il est vice-président du groupe DYP à la Grande Assemblée nationale de Turquie entre 1987-1991. Il est ministre de l'éducation nationale entre 1991-1993 et de la culture en 1995. Il est candidat à la présidence de DYP en 1993 et 1999 mais battu.
Il est élu député de Zonguldak sur la liste d'AKP en 2002, en 2007 et en 2011. Il est président de la commission de la justice à la Grande Assemblée nationale de Turquie et président de la Grande Assemblée nationale de Turquie.
Il est président du conseil d'éthique des fonctionnaires entre 2017-2021. Il est encore membre du haut comité consultatif de la présidence de la République.